# 有心論
「有心論」（ゆうしんろん）は、RADWIMPSが2006年7月26日にリリースした、メジャー4作目、通算7作目のシングル曲である。
2010年6月30日発売のBank Bandのアルバム『沿志奏逢3』で「有心論」がカバーされた。

## ミュージック・ビデオ
有心論
監督：須藤カンジ
「3分前の僕がまた顔を出す」という歌詞で3分ちょうど前までに映像が巻き戻るというギミックが存在する（そのため、最初の部分を歌う野田と3分後の部分を歌う野田が2人映る場面がある）。

## 収録内容
| 全作詞・作曲: 野田洋次郎、全編曲: RADWIMPS。 |                                    |            |            |      |
| #                                            | タイトル                           | 作詞       | 作曲・編曲 | 時間 |
| 1.                                           | 「有心論」                         | 野田洋次郎 | 野田洋次郎 | 4:12 |
| 2.                                           | 「ジェニファー山田さん」(味噌汁's) | 野田洋次郎 | 野田洋次郎 | 3:44 |
| 合計時間:                                    | 合計時間:                          | 7:56       |            |      |

## 楽曲詳細
有心論
タイトルは、有神論をもじったもの。野田曰く「神様は信じられないけど、自分の心なら信じられる」とのことで、現在の曲名になったという。歌詞の中には「僕」「君」「愛した人」の三者が登場するが、「僕」と「君」は同一人物である。すなわち、本曲では、「僕」と「君」という表現を用いて、自分の中の葛藤が描かれている。「愛した人」を前にして、足がすくんで、ついつい後ろ向きなことを考えてしまう「僕」も自分の頭であり、悲観的でいてもどうせすぐにまた愛を求めてしまうならば思い切って自分から人を愛してみようと、そう前向きなことを考える「君」も自分の心である。「僕」と「君」は、ハートという丸みを帯びた「地球」のなかで共存していて、両者のバランスが自分（命）を作っている。人生には、「僕」がつい自殺を考えたくなる程の辛いときもあるが、そんなときに「君」は常に、命はどうせいつか終わるのだからと、命尽きるその瞬間まで生きようとする。心が平穏な時は「僕」も「君」も存在しないが、ふとしたきっかけで常に「僕」は現れ、その都度「君」が出てきて助けてくれる。野田において、誰よりも自分自身を愛してくれる「君」だけが信じられる、として作詞されている。。
2019年にはKIRIN淡麗グリーンラベルのCM曲として起用され、野田がアコースティックギターで弾き語る姿が公開された。
ジェニファー山田さん
味噌汁'sのデビュー曲とされている。曲中では自主規制音が使用されており、「小泉首相」の部分が隠されている。後に発売されたアルバム『ME SO SHE LOOSE』では再録版が収録されており、規制音も外されている。

## タイアップ
有心論
CBCテレビ『IMPACT』2006年8月度エンディングテーマ
KIRIN「淡麗グリーンラベル GREEN JUKEBOX 心編」CMソング

## 参加ミュージシャン

### RADWIMPS
野田洋次郎 - Vocal & Guitar
桑原彰 - Guitar & Chorus
武田祐介 - Bass & Chorus
山口智史 - Drums & Chorus

### 味噌汁’s
ジョン - Vocal
ポール - Guitar & Chorus
マッカー - Drums & Chorus
トニー - Bass & Chorus